# 26ª edizione dei Satellite Awards
La cerimonia di premiazione della 26ª edizione dei Satellite Awards si è svolta a Los Angeles il 2 aprile 2022.
Le candidature sono state annunciate il 1º dicembre 2021.

## Vincitori e candidati
I vincitori saranno indicati in grassetto, a seguire gli altri candidati in ordine alfabetico.

### Cinema

#### Miglior film drammatico
- Belfast, regia di Kenneth Branagh
- CODA - I segni del cuore (CODA), regia di Sian Heder
- Dune (Dune: Part One), regia di Denis Villeneuve
- East of the Mountains, regia di SJ Chiro
- Una famiglia vincente - King Richard (King Richard), regia di Reinaldo Marcus Green
- La figlia oscura (The Lost Daughter), regia di Maggie Gyllenhaal
- Il potere del cane (The Power of the Dog), regia di Jane Campion
- Spencer, regia di Pablo Larraín

#### Miglior film commedia o musicale
- Tick, Tick... Boom!, regia di Lin-Manuel Miranda
- Cyrano, regia di Joe Wright
- The French Dispatch of the Liberty, Kansas Evening Sun, regia di Wes Anderson
- Sognando a New York - In the Heights (In the Heights), regia di Jon M. Chu
- Licorice Pizza, regia di Paul Thomas Anderson
- Respect, regia di Liesl Tommy

#### Miglior attore in un film drammatico
- Benedict Cumberbatch - Il potere del cane (The Power of the Dog)
- Clifton Collins Jr. - Jockey
- Joaquin Phoenix - C'mon C'mon
- Tom Skerritt - East of the Mountains
- Will Smith - Una famiglia vincente - King Richard (King Richard)
- Denzel Washington - Macbeth (The Tragedy of Macbeth)

#### Miglior attrice in un film drammatico
- Kristen Stewart - Spencer
- Jessica Chastain - Gli occhi di Tammy Faye (The Eyes of Tammy Faye)
- Olivia Colman - La figlia oscura (The Lost Daughter)
- Penélope Cruz - Madres paralelas
- Lady Gaga - House of Gucci
- Nicole Kidman - A proposito dei Ricardo (Being the Ricardos)

#### Miglior attore in un film commedia o musicale
- Andrew Garfield - Tick, Tick... Boom!
- Peter Dinklage - Cyrano
- Anthony Ramos - Sognando a New York - In the Heights (In the Heights)

#### Miglior attrice in un film commedia o musicale
- Alana Haim - Licorice Pizza
- Melissa Barrera - Sognando a New York - In the Heights (In the Heights)
- Jennifer Hudson - Respect
- Renate Reinsve - La persona peggiore del mondo (Verdens verste menneske)

#### Miglior attore non protagonista
- Kodi Smit-McPhee - Il potere del cane (The Power of the Dog)
- Robin de Jesús - Tick, Tick... Boom!
- Jamie Dornan - Belfast
- Ciarán Hinds - Belfast
- Jared Leto - House of Gucci
- J. K. Simmons - A proposito dei Ricardo (Being the Ricardos)

#### Miglior attrice non protagonista
- Kirsten Dunst - Il potere del cane (The Power of the Dog)
- Caitríona Balfe - Belfast
- Judi Dench - Belfast
- Aunjanue Ellis - Una famiglia vincente - King Richard (King Richard)
- Marlee Matlin - CODA - I segni del cuore (CODA)
- Ruth Negga - Due donne - Passing (Passing)

#### Miglior regista
- Jane Campion - Il potere del cane (The Power of the Dog)
- Paul Thomas Anderson - Licorice Pizza
- Kenneth Branagh - Belfast
- Reinaldo Marcus Green - Una famiglia vincente - King Richard (King Richard)
- Lin-Manuel Miranda - Tick, Tick... Boom!
- Denis Villeneuve - Dune

#### Miglior sceneggiatura originale
- Kenneth Branagh - Belfast
- Zach Baylin - Una famiglia vincente - King Richard (King Richard)
- Mike Mills - C'mon C'mon
- Asghar Farhadi - Un eroe (Qahremān)
- Paul Thomas Anderson - Licorice Pizza
- Pedro Almodóvar - Madres paralelas

#### Miglior sceneggiatura non originale
- Sian Heder - CODA - I segni del cuore (CODA)
- Jon Spaihts, Denis Villeneuve e Eric Roth - Dune (Dune: Part One)
- Maggie Gyllenhaal - La figlia oscura (The Lost Daughter)
- Rebecca Hall e Nella Larsen - Due donne - Passing (Passing)
- Jane Campion - Il potere del cane (The Power of the Dog)
- Joel Coen - Macbeth (The Tragedy of Macbeth)

#### Miglior film d'animazione o a tecnica mista
- Encanto, regia di Byron Howard e Jared Bush
- Flee (Flugt), regia di Jonas Poher Rasmussen
- Luca, regia di Enrico Casarosa
- I Mitchell contro le macchine (The Mitchells vs the Machines), regia di Mike Rianda e Jeff Rowe
- Vivo, regia di Kirk DeMicco

#### Miglior film straniero
- Drive My Car (Doraibu mai kā), regia di Ryūsuke Hamaguchi (Giappone)
- Scompartimento n. 6 - In viaggio con il destino (Hytti nro 6), regia di Juho Kuosmanen (Finlandia)
- Flee (Flugt), regia di Jonas Poher Rasmussen (Danimarca)
- Il capo perfetto (El buen patrón), regia di Fernando León de Aranoa (Spagna)
- È stata la mano di Dio, regia di Paolo Sorrentino (Italia)
- Un eroe (Qahremān), regia di Asghar Farhadi (Iran)
- Noche de fuego, regia di Tatiana Huezo Sánchez (Messico)
- Titane, regia di Julia Ducournau (Francia)
- La persona peggiore del mondo (Verdens verste menneske), regia di Joachim Trier (Norvegia)

#### Miglior documentario
- Summer of Soul, regia di Questlove, Joseph Patel, Robert Fyvolent e David Dinerstein
- Ascension, regia di Jessica Kingdon, Kira Simon-Kennedy e Nathan Truesdell
- Brian Wilson: Long Promised Road, regia di Brent Wilson
- Flee (Flugt), regia di Jonas Poher Rasmussen, Monica Hellström, Signe Byrge Sørensen e Charlotte De La Gournerie
- Introducing, Selma Blair, regia di Rachel Fleit
- Julia, regia di Julie Cohen e Betsy West
- Procession, regia di Robert Greene
- The Rescue, regia di Elizabeth Chai Vasarhelyi e Jimmy Chin
- Val, regia di Leo Scott e Ting Poo
- The Velvet Underground, regia di Todd Haynes

#### Miglior fotografia
- Greig Fraser - Dune (Dune: Part One)
- Haris Zambarloukos - Belfast
- Robbie Ryan - C'mon C'mon
- Ari Wegner - Il potere del cane (The Power of the Dog)
- Alice Brooks - Tick, Tick... Boom!
- Bruno Delbonnel - Macbeth (The Tragedy of Macbeth)

#### Miglior montaggio
- Joe Walker - Dune (Dune: Part One)
- Úna Ní Dhonghaíle - Belfast
- Pamela Martin - Una famiglia vincente - King Richard (King Richard)
- Andy Jurgensen - Licorice Pizza
- Peter Sciberras - Il potere del cane (The Power of the Dog)
- Myron Kerstein e Andrew Weisblum - Tick, Tick... Boom!

#### Miglior colonna sonora
- Hans Zimmer - Dune (Dune: Part One)
- Alexandre Desplat - The French Dispatch of the Liberty, Kansas Evening Sun
- Jeymes Samuel - The Harder They Fall
- Harry Gregson-Williams - The Last Duel
- Alberto Iglesias - Madres paralelas
- Jonny Greenwood - Il potere del cane (The Power of the Dog)
- Jonny Greenwood - Spencer

#### Miglior canzone originale
- Colombia, Mi Encanto - Encanto
- Be Alive - Una famiglia vincente - King Richard (King Richard)
- Beyond the Shore - CODA - I segni del cuore (CODA)
- Down to Joy - Belfast
- Here I Am (Singing My Way Home) - Respect
- No Time To Die - No Time to Die

#### Migliori effetti visivi
- Brian Connor, Paul Lambert, Tristan Myles e Gerd Nefzer - Dune
- Matt Aitken, Daniele Bigi, Stephane Ceretti e Neil Corbould - Eternals
- John Desjardin, Bryan Hirota, Tamara Watts Kent e Kevin Smith - Godzilla vs. Kong
- Joe Farrell, Dan Oliver, Christopher Townsend, and Sean Noel Walker - Shang-Chi e la leggenda dei Dieci Anelli (Shang-Chi and the Legend of the Ten Rings)
- Jonathan Fawkner, Kelvin McIlwain, Dan Sudick e Guy Williams - The Suicide Squad - Missione suicida (The Suicide Squad)
- Carmelo Leggiero, James E. Price, J. D. Schwalm, Randall Starr e Sheldon Stopsack - La guerra di domani (The Tomorrow War)

#### Miglior scenografia
- Stefan Dechant - Macbeth (The Tragedy of Macbeth)
- Jim Clay e Claire Nia Richards - Belfast
- Richard Roberts, Zsuzsanna Sipos e Patrice Vermette - Dune
- Rena DeAngelo e Adam Stockhausen - The French Dispatch of the Liberty, Kansas Evening Sun
- Grant Major e Amber Richards - Il potere del cane (The Power of the Dog)
- Guy Hendrix Dyas e Yesim Zolan - Spencer

#### Migliori costumi
- Massimo Cantini Parrini - Cyrano
- Charlotte Walter - Belfast
- Ruth E. Carter - Il principe cerca figlio (Coming 2 America)
- Jacqueline West e Bob Morgan - Dune
- Kirsty Cameron - Il potere del cane (The Power of the Dog)
- Jacqueline Durran - Spencer

#### Miglior sonoro
- Paul Hsu e Tod A. Maitland - Tick, Tick... Boom!
- Niv Adiri, Simon Chase, James Mather e Denise Yarde - Belfast
- Ron Bartlett, Theo Green, Doug Hemphill, Mark Mangini e Mac Ruth - Dune
- Ron Bartlett, Clint Bennett, Doug Hemphill, Richard King ed Anthony Ortiz - The Harder They Fall
- Daniel Birch, Stéphane Bucher, David Giammarco, Paul Massey, William Miller ed Oliver Tarney - The Last Duel
- Richard Flynn, Leah Katz, Robert Mackenzie, Tara Webb e Dave Whitehead - Il potere del cane (The Power of the Dog)